# NGC 1290
NGC 1290 è una galassia ellittica situata nella costellazione dell'Eridano, a una distanza di circa 116 milioni di anni luce dalla nostra Via Lattea.

## Scoperta
La galassia è stata scoperta nel 1886 dall'astronomo statunitense Ormond Stone.

## Descrizione
Nel database SIMBAD, NGC 1290 viene considerata un duplicato di NGC 1295.